# Drôme (Vire)
El Drôme o Drome és un riu de Normandia a França, afluent per la dreta del Vire. Naix al municipi de Beslon i després de transcórrer 16,85 km desemboca al Vire a Sainte-Marie-Outre-l'Eau. Desguassa una conca d'uns 101 km². Té un afluent, el Cunes.